# Temple protestant de Troyes
Le temple protestant de Troyes est un édifice religieux situé 1 quai des Comtes de Champagne à Troyes, dans l'Aube. La paroisse est membre de l'Église protestante unie de France.

## Histoire

### Sous l'Ancien régime
A la Renaissance, la ville de Troyes est une cité marchande ouverte aux idées modernes. Elle accueille la Réforme protestante dès 1535. Le 14 mai 1559 a lieu la première Sainte-Cène sous sa forme réformée.
En 1562, le duc François de Guise fait assassiner des fidèles lors du massacre de Wassy, en Champagne, et déclenche les guerres de Religion. À la suite du massacre de la Saint-Barthélemy, du 27 août au 4 septembre 1572, plusieurs dizaines de protestants sont massacrés à Troyes.

Blason de Saint-Mards-en-Othe à la Croix huguenote. Le temple de Saint-Mards est détruit en 1685, à la révocation de l'édit de Nantes.

L'édit de Nantes n'autorise pas la construction d'un temple, parce que Troyes est une cité épiscopale. Le culte a lieu chez des particulier, ou dans les communes voisines comme Saint-Mards-en-Othe, à moins de 30 km au sud-ouest de Troyes, qui a adopté un blason avec un croix huguenote en 1560 en mémoire de son passé protestant.
En 1685, le roi Louis XIV révoque l'édit de Nantes avec l'édit de Fontainebleau et interdit le culte protestant. Les calvinistes sont persécutés par les dragonnades, et envoyés aux galères. Ceux qui résistent se cachent, vont au Désert et émigrent dans les pays du Refuge.

### Depuis la Révolution française

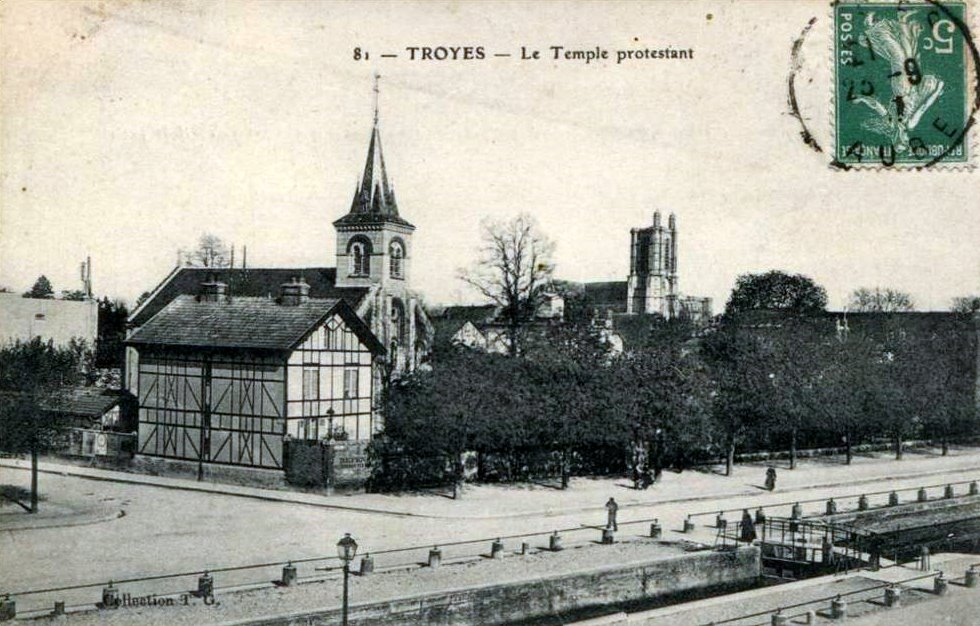
Le temple protestant et le canal de Haute-Seine au début du XXe siècle.

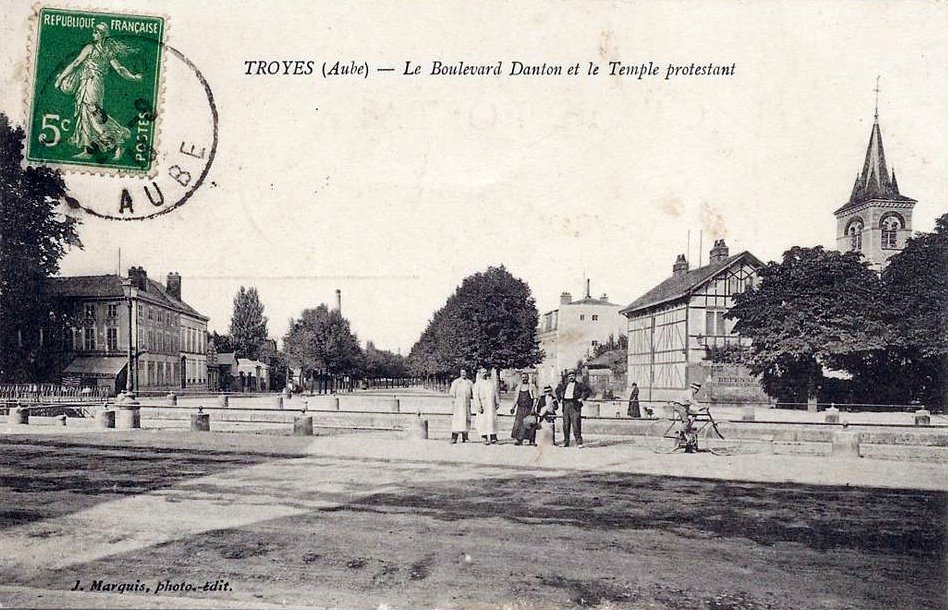
Le clocher du temple réformé de Troyes depuis le boulevard Danton au début du XXe siècle.

La liberté de conscience et d'expression cultuelle n'est rétablie qu'avec la Déclaration des droits de l'homme et du citoyen de 1789. En 1802, Napoléon Ier organise le culte protestant avec les articles organiques relatifs au régime concordataire français.
En 1840, une ordonnance du roi des Français Louis-Philippe permet la construction d'un lieu de culte pour le Consistoire réformé à Troyes, et un premier pasteur dessert la communauté. Les travaux débutent sous le Second Empire, en 1857, financés par l’État, la ville et la communauté protestante. Le temple est inauguré en le jeudi 19 mai 1859. Les architectes sont H. Boulanger et E. Garrel. Il est le long du canal de la Haute-Seine. 
En 1861, le cirque municipal de Troyes est construit en face du temple. La maison presbytérale est réparée en 1880.

## Architecture
Le temple est un édifice de style néo-roman, de plan carré long. Chaque face latérale est éclairée par quatre fenêtres étroites en plein cintre. La façade affiche un fond en damier champenois surmonté d'un oculus. L'intérieur est sobre et épuré, aménagé avec une table de communion et une chaire dans l'axe d'une double rangée de bancs.